# Darlingtonea
Darlingtonea is een geslacht van kevers uit de familie van de loopkevers (Carabidae). De wetenschappelijke naam van het geslacht is voor het eerst geldig gepubliceerd in 1952 door Valentine.

## Soorten
Het geslacht Darlingtonea is monotypisch en omvat slechts de volgende soort:
- Darlingtonea kentuckensis Valentine, 1952